# Patrick O'Connor (athlétisme)
Pour les articles homonymes, voir Patrick O'Connor.
Patrick Earl O'Connor (né le 17 septembre 1966 à Sainte-Catherine) est un athlète jamaïcain spécialiste du 400 mètres.

## Carrière

### Palmarès
| Date | Compétition                                 | Lieu      | Résultat | Épreuve   | Performance   |
| ---- | ------------------------------------------- | --------- | -------- | --------- | ------------- |
| 1989 | Championnats d'Am. centrale et des Caraïbes | San Juan  | 3e       | 200 m     | 20 s 95       |
| 1989 | Championnats d'Am. centrale et des Caraïbes | San Juan  | 1er      | 4 × 100 m | 39 s 51       |
| 1990 | Goodwill Games                              | Seattle   | 2e       | 4 × 400 m | 3 min 00 s 45 |
| 1991 | Jeux panaméricains                          | La Havane | 3e       | 4 × 400 m | 3 min 02 s 12 |
| 1991 | Universiade d'été                           | Sheffield | 1er      | 400 m     | 45 s 52       |
| 1991 | Championnats du monde                       | Tokyo     | 3e       | 4 × 400 m | 3 min 00 s 10 |
| 1992 | Jeux olympiques d'été                       | Barcelone | —        | 4 × 400 m | Disqualifié   |
| 1993 | Championnats du monde                       | Stuttgart | 7e       | 4 × 400 m | 3 min 01 s 44 |

### Records
| Épreuve    | Performance | Lieu      | Date            |
| ---------- | ----------- | --------- | --------------- |
| 200 mètres | 20 s 95     | San Juan  | 1989            |
| 400 mètres | 45 s 52     | Sheffield | 18 juillet 1989 |